# Japanische Krötenlilie
Die Japanische Krötenlilie (Tricyrtis hirta, Syn.: Tricyrtis japonica), auch Japankrötenlilie, Tigerstern oder Borstige Krötenlilie genannt, ist eine Art aus der Familie der Liliengewächse (Liliaceae).

## Beschreibung
Die Japanische Krötenlilie ist eine aufrecht bis schwach vornübergeneigt wachsende ausdauernde krautige Pflanze, die Wuchshöhen von bis zu 100 Zentimetern erreichen kann. Die Stängel sind schwach verzweigt, die zugespitzten Blätter sind behaart.
Die ein bis drei stern- bis trichterförmigen Blüten erreichen einen Durchmesser von bis zu 5 Zentimetern, stehen in Büscheln und wachsen aus den Blattachseln. Die Blütenhüllblätter sind 2,5 bis 3 Zentimeter lang, von weißer Grundfarbe und mit lila Punkten gesprenkelt. Die Blütezeit reicht von September bis Oktober.
Die Chromosomenzahl beträgt 2n = 24-26.

## Verbreitung
Tricyrtis hirta stammt aus Japan und den östlichen Teilen Asiens.

## Taxonomie
Tricyrtis hirta (Thunb.) Hook. hat die Synonyme Uvularia hirta Thunb., Tricyrtis japonica Miq. und Compsoa hirta (Thunb.) Kuntze.

## Bilder

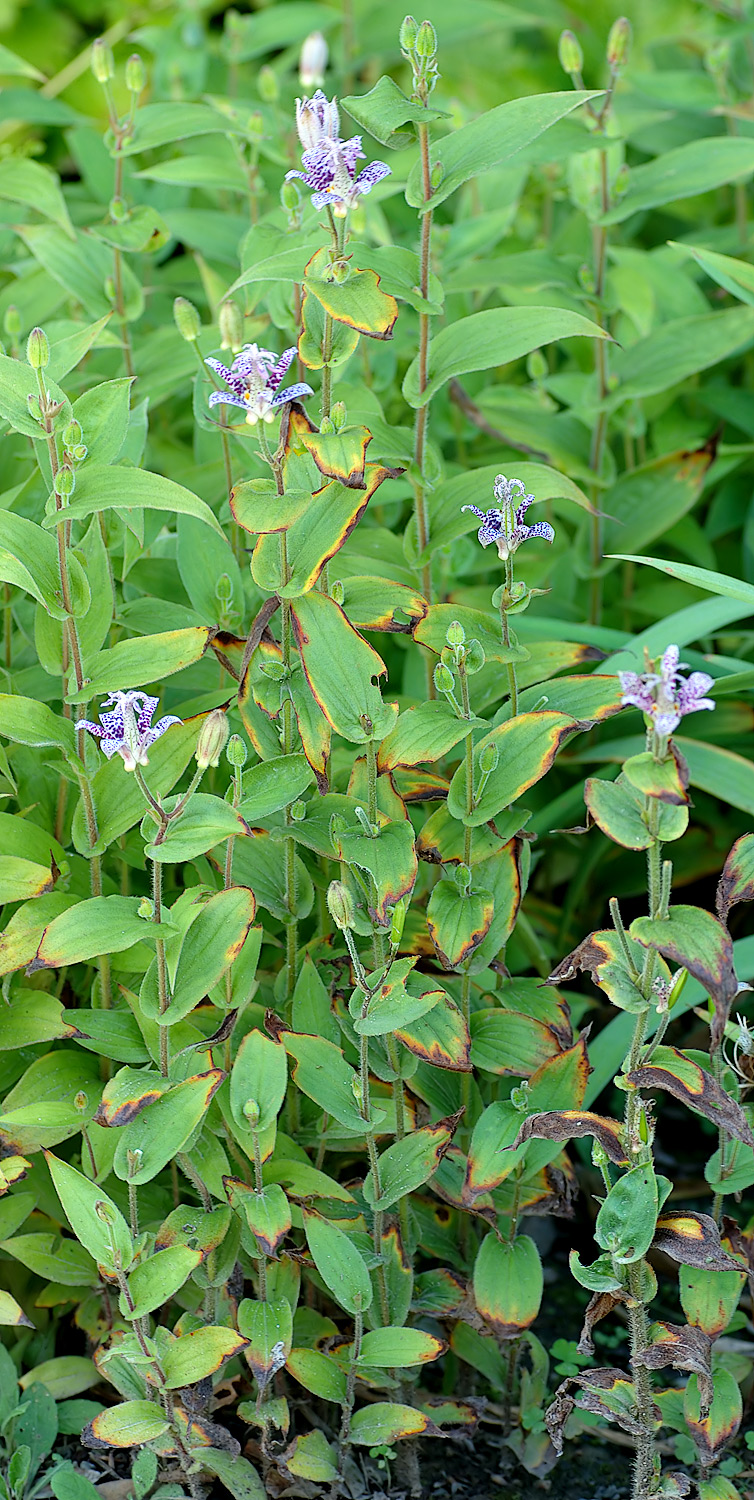
Pflanze
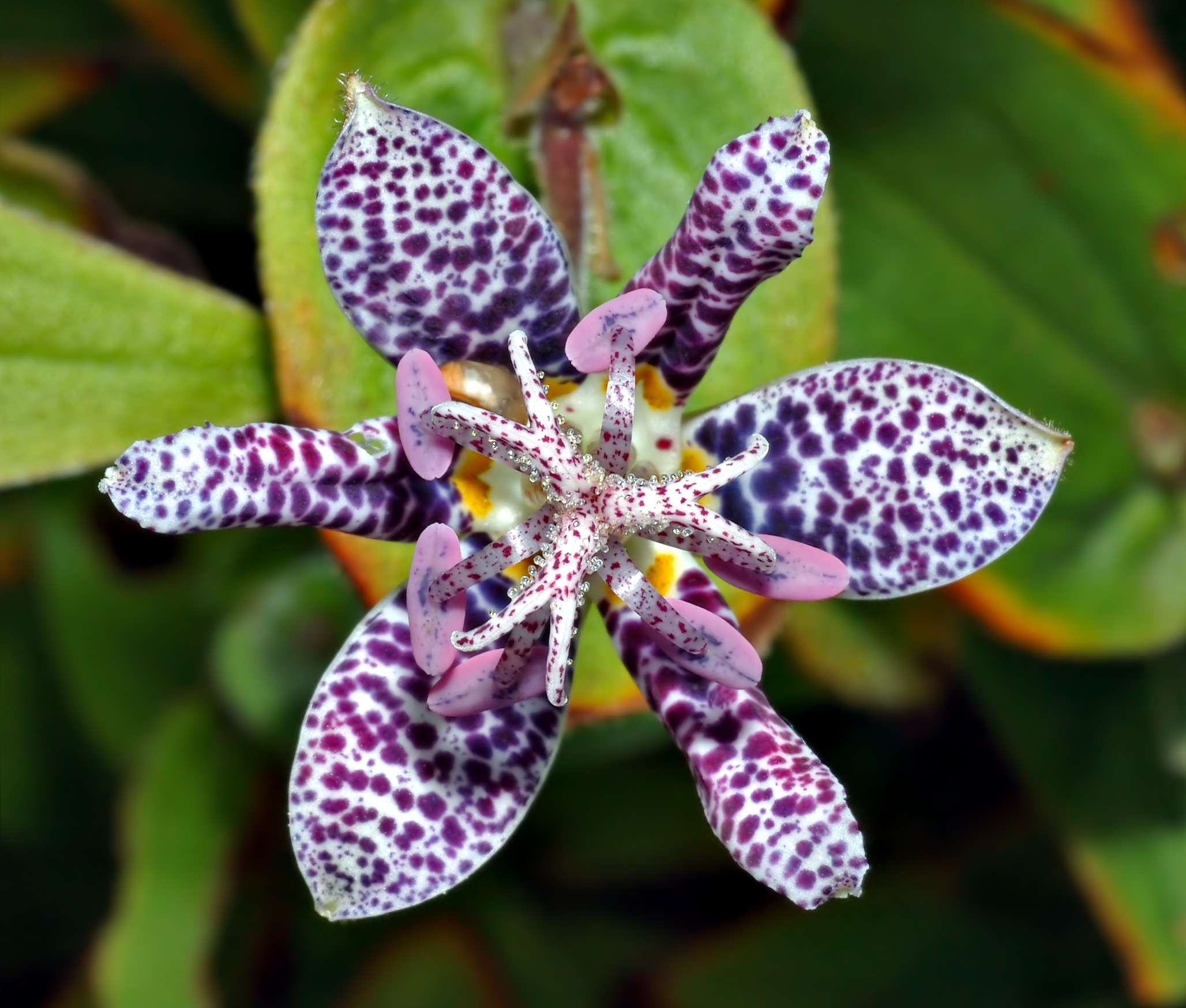
Blüte von oben
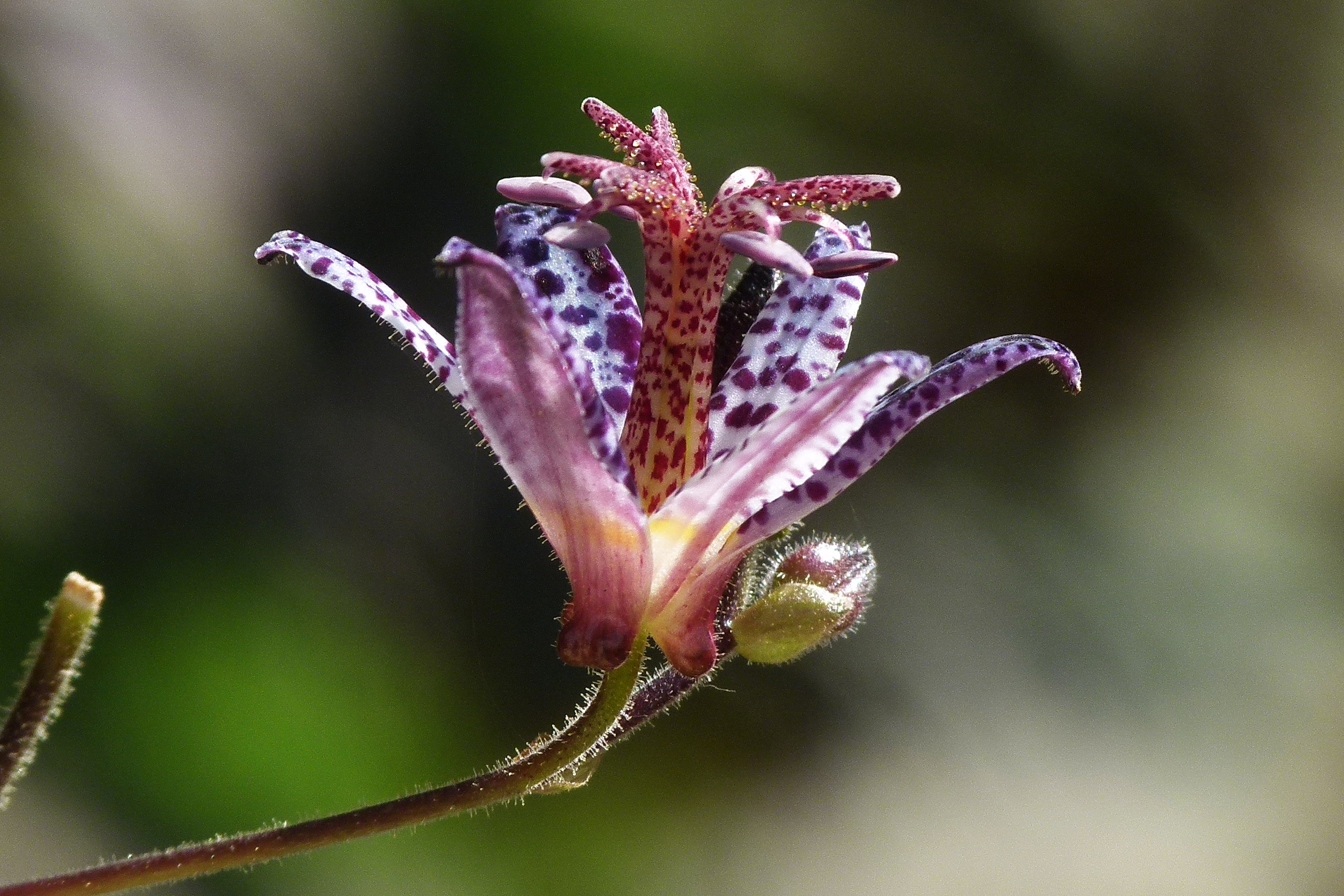
Blüte von der Seite